# Andre Wisdom
Andre Alexander S. Wisdom, más conocido como Andre Wisdom (Leeds, Yorkshire del Oeste, Inglaterra, 9 de mayo de 1993), es un futbolista inglés que juega como defensa en el Warrington Town F. C. de la National League North.
Wisdom fue considerado una de las promesas del fútbol inglés, junto con Josh McEachran y Nathaniel Chalobah del Chelsea FC, Jordan Henderson y Jonjo Shelvey del Liverpool, Jack Wilshere y Alex Oxlade-Chamberlain del Arsenal FC, Phil Jones del Manchester United, Connor Wickham del Sunderland AFC y Ross Barkley del Everton FC.

## Trayectoria
Wisdom comenzó su carrera futbolística en el Bradford City, antes de unirse a la academia del Liverpool FC a los 14 años de edad. Con el equipo juvenil del Liverpool, Wisdom fue parte fundamental para que su equipo lograra llegar a la final de la FA Youth Cup en 2009 ante el Arsenal FC.  Sin embargo, el Arsenal se impuso por 6-2 en el marcador global.
En la temporada 2010-11, Wisdom fue promovido al primer equipo, asignándosele el dorsal 47.
El 22 de octubre de 2013, Wisdom fue enviado a préstamo durante toda la temporada al club Derby County de la Premiership a fin de avanzar en su desarrollo. Fue colocado como lateral en el cuadro de Derby jugando en una línea de cuatro e hizo su debut en el empate 1-1 en casa ante el Birmingham City, el 26 de octubre. Siempre presente en el equipo, dejó el club mayo del 2014 después de jugar en Wembley contra el QPR la final de play-off, que el Derby County perdió por un gol.
En julio de 2014 fue cedido al West Bromwich Albion por una temporada donde le fue asignado el dorsal número 2, jugó 22 partidos bajo el mando del entrenador Alan Irvine, después de ser derrotados 3-0 por el Tottenham Hotspur el 31 de enero de 2015 el entrenador Alan Irvine fue sustituido por Tony Pulis, Wisdom perdió la confianza del nuevo entrenador y fue relegado a la banca el resto de la temporada.
Después de haber firmado un nuevo contrato de 4 años con el Liverpool antes de la temporada 2015-16 el 26 de mayo de 2015, Wisdom se unió a los recién asendidos en la Premier League Norwich City a préstamo durante toda la temporada el 29 de julio de 2015.

## Selección nacional
Wisdom ha sido internacional con la selección de Inglaterra sub-16, sub-17 y sub-19. Con la sub-16, Wisdom se consagró campeón de la Victory Shield en 2008. Con la sub-17, Wisdom disputó el Campeonato Europeo Sub-17 de 2010, en donde se consagró campeón el 30 de mayo de 2010, al haber derrotado por 2-1 a España en la final. en donde Wisdom anotó uno de los dos goles en la final. Su debut con la sub-19 fue el 2 de septiembre de 2010 ante Eslovaquia, en donde se desempeñó como capitán cuando su compañero del Liverpool, Jonjo Shelvey, fue sustituido. En ese partido, Inglaterra se impuso por 2-0.

## Clubes
| Club                                | País       | Año       |
| ----------------------------------- | ---------- | --------- |
| Liverpool F. C.                     | Inglaterra | 2012-2017 |
| Derby County F. C. (cedido)         | Inglaterra | 2013-2014 |
| West Bromwich Albion F. C. (cedido) | Inglaterra | 2014-2015 |
| Norwich City F. C. (cedido)         | Inglaterra | 2015-2016 |
| Red Bull Salzburgo (cedido)         | Austria    | 2016-2017 |
| Derby County F. C.                  | Inglaterra | 2017-2021 |
| Warrington Town F. C.               | Inglaterra | 2023-     |

## Palmarés

### Títulos internacionales
| Título                    | Club *            | País          | Año  |
| ------------------------- | ----------------- | ------------- | ---- |
| Campeonato Europeo Sub-17 | Selección inglesa | Liechtenstein | 2010 |

(*) Incluyendo la selección.